# Louis Charles Breguet

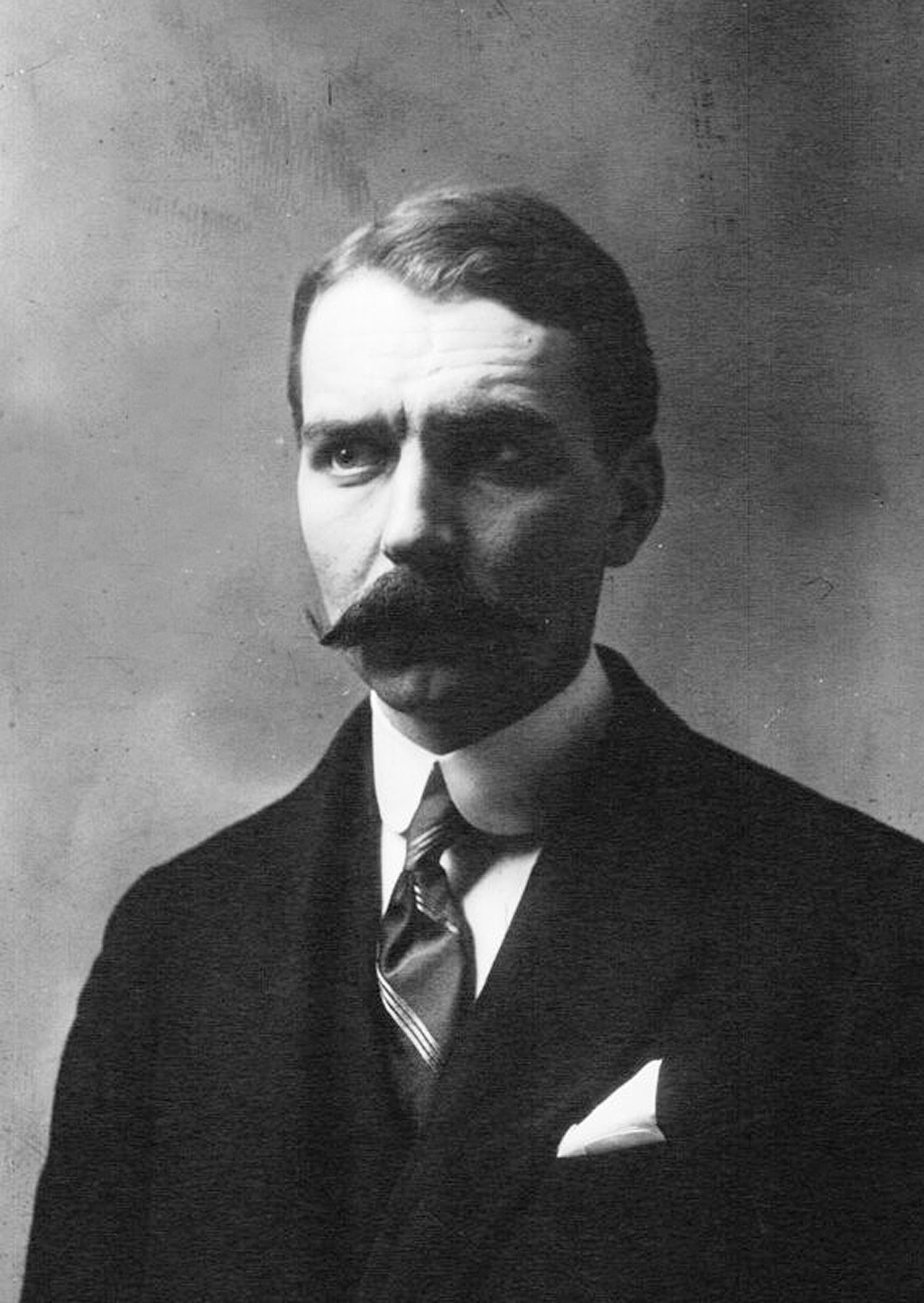
Louis Charles Breguet (1909)

Louis Charles Breguet (* 2. Januar 1880 in Paris; † 4. Mai 1955 in Saint-Germain-en-Laye) war ein französischer Flugzeugkonstrukteur und ein Mitbegründer der Fluggesellschaft Air France.

## Leben
Louis Charles Breguet war Enkelsohn des Uhrmachers und Physikers Louis Clément François Breguet. Er absolvierte die Ingenieurschule Supélec (damals École Supérieure d'Électricité) und übernahm 1902 als Chefingenieur die Abteilung für Elektrotechnik des Familienbetriebes in Douai. Drei Jahre später entwickelte er einen fortschrittlichen Windkanal zur Analyse des Luftwiderstandes von Tragflächen. Außerdem verbesserte er die Elektromotoren der französischen U-Boote Mariotte und Archimède.
Bei den Olympischen Spielen 1924 in Paris nahm er in der 8-Meter-Klasse an den Segelwettbewerben teil und gewann eine Bronzemedaille. Sein Bruder Jacques Breguet war ebenfalls Flugzeugkonstrukteur und Fabrikant. Zu beider Ehren ist der Breguet-Gletscher im westantarktischen Grahamland benannt. Louis Charles Breguet starb 1955 in Paris.

## Luftfahrt-Begeisterung

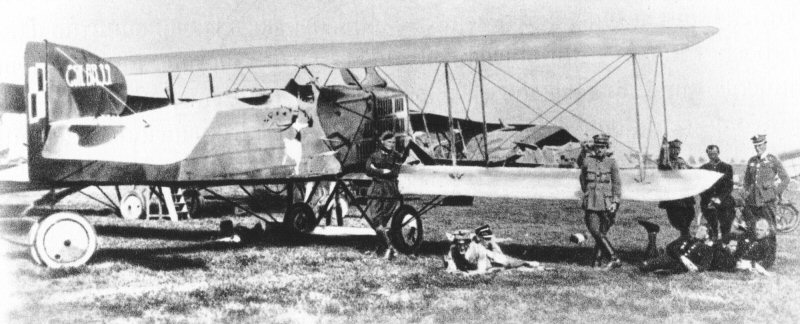
Breguet 14 der polnischen Luftwaffe

Schon 1895 konnte der Familienfreund Charles Richet Breguet für die Luftfahrt begeistern. Sie begannen mit der Entwicklung von gesteuerten, senkrecht startenden Flugzeugen mit dem 45–50 PS starken Benzinmotor V8 Antoinette. Die Leistung des Motors galt als Durchbruch in der Luftfahrttechnik. Zusammen mit seinem Bruder Jacques und Charles Richet begann Breguet nun den Bau eines Tragschraubers (auch Gyroplane) im Jahre 1907. Das Flugzeug startete am 24. August 1907 und konnte in einer Höhe von 50 cm über dem Boden schweben. Im Oktober 1908 gründete Louis Breguet zusammen mit Richet eine Gesellschaft für Luftfahrtkonstruktion (Société des ateliers d'aviation Breguet-Richet) in der unter anderem Flugmaschinen, Tragschrauber, Flugzeuge und Rotoren industriell hergestellt wurden.
Sein erstes Flugzeug, den Doppeldecker „Breguet I“, baute er 1907. Während der berühmten Flugtage (frz.: meeting de Champagne) in Reims startet er trotz schlechten Wetters und starker Winde. Nach einem Flug von einigen hundert Metern stürzt er ab, blieb jedoch unverletzt. Im September des Jahres 1908 baut er die verbesserte Breguet II. Er konnte große Erfolge mit diesem Flugzeug erzielen, darunter auch ein Flug von 40 km in 30 Minuten von Douai nach Arras am 12. April 1910. Doch auch dieses Flugzeug bescherte ihm einige Schreckensminuten bei einem Absturz aus einer Höhe von 20 Metern, den er leicht verletzt überlebt.

## Erfolge als Flugzeughersteller
Im selben Jahr verkaufte er die ersten beiden Flugzeuge an die französische Armee. Zudem wurde er mit dem Orden der Ehrenlegion ausgezeichnet. 1911 stellte er mehrere Geschwindigkeitsrekorde auf Strecken von 10 km und 100 km mit Passagieren auf.
Aufgrund der Erfolge, die seine Flugzeuge erzielen konnten, gründete Louis zusammen mit seinem Bruder die Société anonyme d’aviation Louis Breguet mit Sitz in Douai, die ihre Angebotspalette schnell ausweitete. Um die Entwicklung ihrer Flugzeuge zu fördern, warben sie weitere Ingenieure, Techniker und Piloten an. 1912 baute das Unternehmen sein erstes Wasserflugzeug.
Während des Ersten Weltkrieges lieferte Breguet hauptsächlich Aufklärungsflugzeuge und das Angriffsflugzeug Breguet 14 an die französische Armee. Er gehörte zu den ersten Flugzeugkonstrukteuren, die Flugzeuge mit einer Außenhaut aus Aluminium bauten.
1919 gründete er die Luftfrachtagentur „Compagnie des Messageries Aériennes“, die den Grundstein für die Fluggesellschaft Air France legte und zahlreiche Flugzeuge für die Aéropostale bereitstellte.
Seine Flugzeuge erzielten über die Jahre weiterhin zahlreiche Rekorde. Unter anderem überquerte eine Breguet 1927 als erstes Flugzeug im Nonstopflug den Südatlantik. Ein weiteres überflog im Jahre 1930 bei einer weiteren Atlantiküberquerung eine Distanz von 7.250 km.

## Der Hubschrauber-Pionier

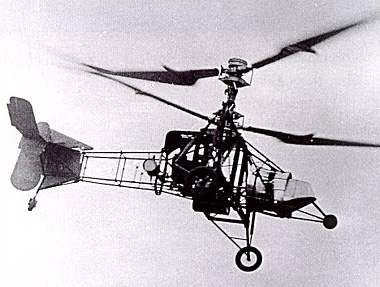
Gyroplane-Laboratoire.

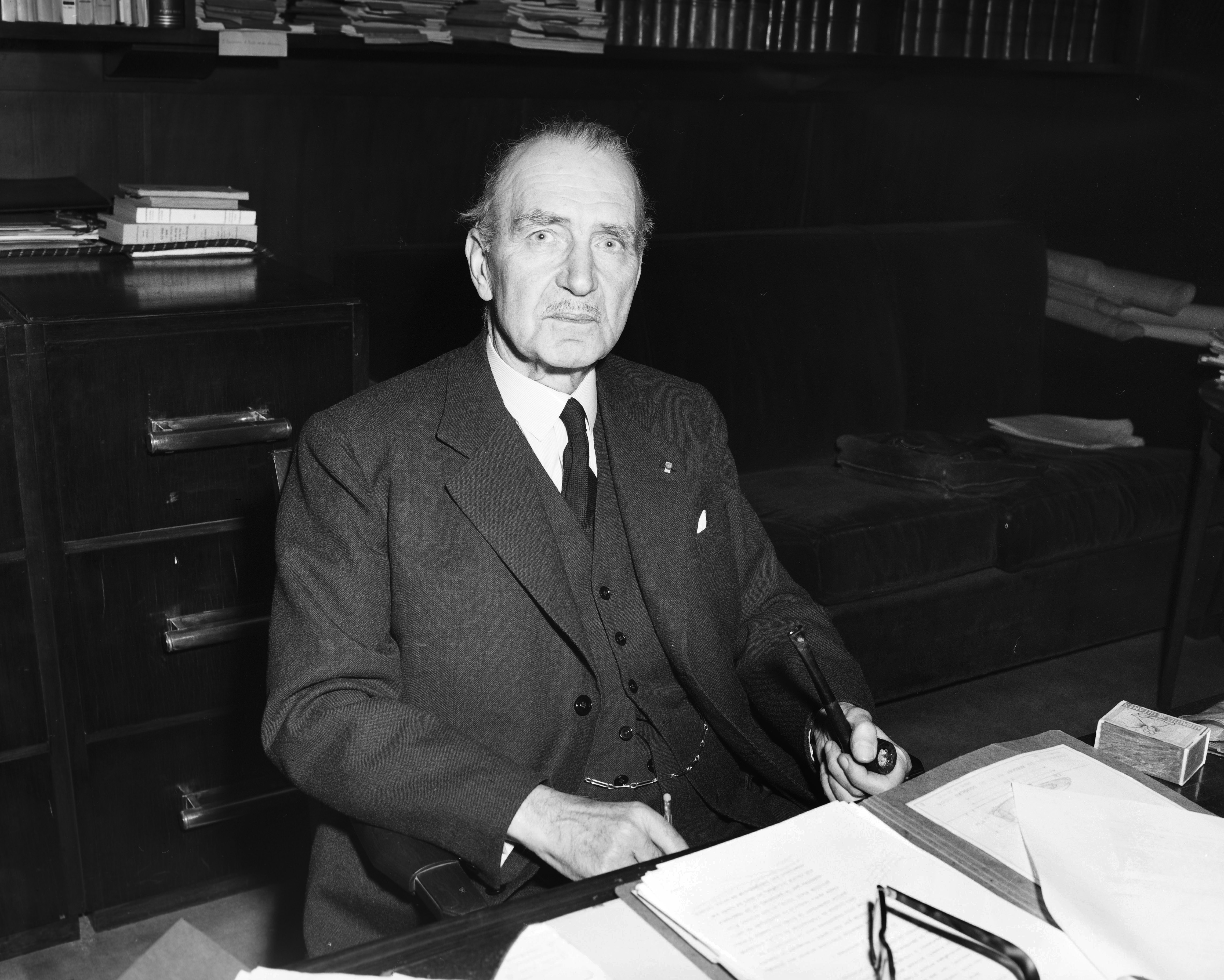
Louis Charles Breguet, 1952

1935 widmete er sich erneut dem Bau von Drehflüglern – zusammen mit René Dorand entwickelte er die Gyroplane-Laboratoire, den ersten stabil fliegenden Hubschrauber. Das Fluggerät besaß einen Koaxialrotor und erzielte am 22. Dezember 1935 einen Geschwindigkeitsrekord von 108 km/h. Breguet konnte damit auch die Verbindung von Geschwindigkeit mit guten Flugeigenschaften demonstrieren. Im folgenden Jahr stellte die „Gyroplane Laboratoire“ einen Höhenrekord von 158 m auf.
Auch während des Zweiten Weltkrieges blieb Breguet ein wichtiger Flugzeugkonstrukteur und entwickelte nach dem Krieg auch Flugzeuge für zivile Nutzung.